# Mo Farah

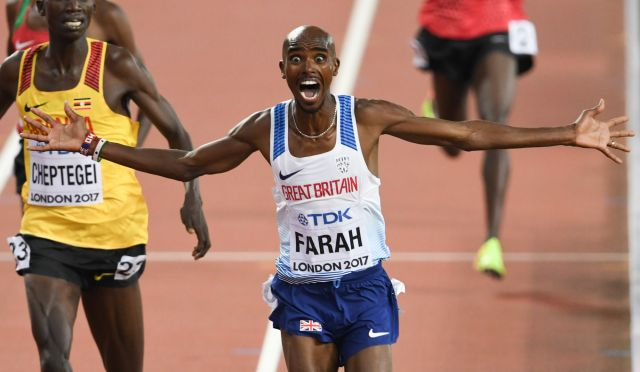
Mo Farah vinner under VM i London 2017.

Mohamed "Mo" Farah, född som Hussein Abdi Kahin den 23 mars 1983 i Gabiley i Somaliland, är en brittisk friidrottare som tävlar i långdistanslöpning. Han har under 2010-talet varit dominant på längre löpningssträckor vid större mästerskap, där han vunnit fyra OS-, sex VM- och fem EM-guld.

## Biografi
Som nioåring smugglades Kahini till Storbritannien och fick namnet Mohamed Farah som var namnet på ett annat barn med visum för att då ta hans plats. Första åren i Storbritannien ägnade han åt hemarbete och gick inte i skolan förrän i 12-årsåldern. Detta framkom i en dokumentär av BBC i juli 2022.
Farahs genombrott som banlöpare kom vid EM 2006 då han blev silvermedaljör på 5 000 meter knappt slagen av spanjoren Jesús España. Året efter var han i final vid VM 2007 i Osaka där han slutade på sjätte plats. Senare samma år slutade han på tredje plats vid IAAF World Athletics Final på 3 000 meter. 
Farah misslyckades vid Olympiska sommarspelen 2008 att ta sig till final på 5 000 meter. Året efter inledde han med att vinna guld på 3 000 meter vid inomhus-EM. Han var även i final på 5 000 meter vid VM i Berlin där han slutade på sjunde plats. 
Under 2010 vann Farah både 5 000 meter och 10 000 meter vid EM i Barcelona. 
Under 2011 deltog Farah vid VM i Daegu på både 5 000 och 10 000 meter. Eftersom han noterat årets snabbaste tider på båda distanserna var han en av favoriterna på båda distanserna. På den inledande 10 000 meter satte Farah in en kraftig spurt när det återstod 600 meter. Dock lyckades etiopiern Ibrahim Jeilan passera honom och vann med knappt tre tiondelar. Däremot lyckades Farah bättre på 5 000 meter då han spurtade ner amerikanen Bernard Lagat och vann sitt första VM-guld.
Vid Olympiska sommarspelen 2012 i London vann Farah OS-guld både på 5 000 m och 10 000 m. Vid Olympiska sommarspelen 2016 i Rio de Janeiro upprepade Farah bedriften med OS-guld både på 5 000 meter och 10 000 meter.
2012 tilldelades Farah Brittiska imperieordens utmärkelse Commander of the Most Excellent Order of the British Empire (CBE), vilket väckte kontrovers då en del ansåg att han förtjänade en högre titel. I november 2017 blev han adlad (knighted) av den brittiska drottningen; offentliggörandet av adlandet skedde i december 2016.
Sedan den 4 september 2020 vid Diamond League-tävlingarna i Bryssel har han världsrekordet på 1 timmes löpning på bana. Han sprang 21 330 meter.

## Personliga rekord
Senast uppdaterat: 19 augusti 2020
| Yta         | Distans      | Tid                  | Datum            | Plats      |
| ----------- | ------------ | -------------------- | ---------------- | ---------- |
| Utomhusbana | 800 m        | 1:48.24              | 4 juli 2008      | Lugano     |
| Utomhusbana | 1500 m       | 3:28.81              | 19 juli 2013     | Monaco     |
| Utomhusbana | En mile      | 3:56.49              | 6 augusti 2005   | London     |
| Utomhusbana | 2000 m       | 5:06.34              | 9 mars 2006      | Melbourne  |
| Utomhusbana | 3000 m       | 7:32.62              | 25 juni 2016     | Birmingham |
| Utomhusbana | Två miles    | 8:07.85              | 24 augusti 2014  | Birmingham |
| Utomhusbana | 5000 m       | 12:53.11 BR*         | 22 juli 2011     | Monaco     |
| Utomhusbana | 10,000 m     | 26:46.57 ER*         | 3 juni 2011      | Eugene     |
| Utomhusbana | 1 timme      | 21 330 meter WR*     | 4 september 2020 | Bryssel    |
| Inomhusbana | 1500 m       | 3:39.03              | 28 januari 2012  | Glasgow    |
| Inomhusbana | En mile      | 3:57.92              | 4 februari 2012  | Boston     |
| Inomhusbana | 3000 m       | 7:34.47 BR*          | 21 februari 2009 | Birmingham |
| Inomhusbana | Två miles    | 8:03.40 BR*          | 21 februari 2015 | Birmingham |
| Inomhusbana | 5000 m       | 13:09.16 Arenarekord | 18 februari 2017 | Birmingham |
| Väg         | 5 km         | 13:30                | 26 december 2006 | Stranolar  |
| Väg         | 10 km        | 27:44                | 31 maj 2010      | London     |
| Väg         | 10 miles     | 46:25                | 25 oktober 2009  | Portsmouth |
| Väg         | Halvmarathon | 59:32 BR*            | 22 mars 2015     | Lissabon   |
| Väg         | Marathon     | 2:05:11 BR*          | 7 oktober 2018   | Chicago    |

WR - Världsrekord
ER - Europarekord
BR - Brittiskt Rekord